# Jazīmaq
Jazīmaq (persiska: جزيمق, خَريمَق) är en ort i Iran.   Den ligger i provinsen Zanjan, i den nordvästra delen av landet, 300 km nordväst om huvudstaden Teheran. Jazīmaq ligger 1 477 meter över havet och antalet invånare är 250.
Terrängen runt Jazīmaq är huvudsakligen kuperad, men österut är den bergig. Runt Jazīmaq är det ganska glesbefolkat, med 47 invånare per kvadratkilometer. Närmaste större samhälle är Hashatjīn, 18,5 km norr om Jazīmaq. Trakten runt Jazīmaq består i huvudsak av gräsmarker.